# Bonadelle Ranchos-Madera Ranchos
Bonadelle Ranchos-Madera Ranchos era un lugar designado por el censo (en inglés, census-designated place, CDP) del condado de Madera, California, Estados Unidos. Para el censo de 2020, la zona fue dividida en dos: Bonadelle Ranchos y Madera Ranchos. 

## Geografía
Estaba ubicado en las coordenadas 36°59′04″N 119°52′29″O / 36.98444, -119.87472 (36.984535, -119.874765). Según la Oficina del Censo, tenía una superficie de 30.14 km², correspondientes en su totalidad a tierra firme.

## Demografía
Según la estimación 2015-2019 de la Oficina del Censo, en ese momento los ingresos medios de los hogares eran de $82,292 y los ingresos medios de las familias eran de $85,283. Alrededor del 11.2% de la población estaba por debajo de la línea de pobreza.